# Boulette de Cambrai
De Boulette de Cambrai is een Franse kaas, afkomstig uit Frans-Vlaanderen, uit Kamerijk
De Boulette de Cambrai is een verse kaas, dat wil zeggen dat de gezouten wrongel direct op smaak gebracht wordt door toevoeging van peper, van dragon en van bieslook, waarna de kaas geconsumeerd kan worden. De kaas kent geen rijpingstijd en heeft geen herkenbare korst.